# Miranda Van Eetvelde
Miranda Van Eetvelde (Zele, 24 september 1959) is een Belgisch Vlaams-nationalistisch politica voor de N-VA.

## Levensloop
Van Eetvelde behaalde een secundair diploma handel aan het Onze-Lieve-Vrouw-Instituut in Zele. Van 1978 tot 1982 was ze medewerker voor secretariaat, administratie en onthaal in het klinisch labo van Dendermonde en van 1982 tot 1992 opsteller en nadien onderbureauchef bij de Rijksdienst voor Arbeidsvoorziening (RVA) en na het overheveling van de bevoegdheid arbeidsbemiddeling naar de gewesten bij de Vlaamse Dienst voor Arbeidsbemiddeling en Beroepsopleiding (VDAB). Van 1992 tot 2010 werkte ze bij de VDAB als arbeidsbemiddelaar en vacatureconsulente in Dendermonde. Van 2020 tot aan haar pensioen in 2024 werkte ze nogmaals bij de VDAB, als arbeidsbemiddelaar voor de sector Zorg en Onderwijs. Ook ging ze zetelen in het dagelijks bestuur van het Jeugdcentrum Juvenes. 
Ze ging zich in 2006 politiek engageren voor de N-VA en werd secretaris en nadien voorzitter van de partijafdeling van Zele. Ze zetelde enige tijd in het partijbestuur en de partijraad van de N-VA. Tijdens de gemeenteraadsverkiezingen in oktober 2018 was ze lijstduwer in Zele voor de kartellijst N-VA-Zele Vlakaf. Ze raakte met 257 stemmen niet verkozen. 
Op nationaal politiek vlak was Van Eetvelde van juni 2010 tot mei 2014 lid van de Kamer van volksvertegenwoordigers. Ze zetelde in de commissies Sociale Zaken en Infrastructuur, maar maakte weinig indruk. Bij een doorlichting van alle parlementsleden in 2014 evalueerde De Standaard haar ambtstermijn met de laagste score.
Bij de Vlaamse verkiezingen van mei 2014 werd Van Eetvelde verkozen in het Vlaams Parlement, waar ze van 2014 tot 2019 ondervoorzitter was van de commissie Cultuur, Jeugd, Sport en Media en tot 2016 in de commissie Onderwijs zetelde. Nadat Elke Sleurs staatssecretaris werd in de regering-Michel I, volgde Van Eetvelde haar in oktober 2014 op als deelstaatsenator in de Senaat. In mei 2019 raakte ze niet herverkozen in het Vlaams Parlement.
Van Eetvelde woont in Zele, is gehuwd en moeder van vier kinderen. Haar echtgenoot Herman Van Driessche is ook actief bij N-VA in Zele.